# PKP-Baureihe SM02
Die Baureihe SM02 ist eine einfache Rangierlokomotive der Bauart Ls40, die für leichte Rangieraufgaben an Bahnhöfen genutzt wurde.

## Geschichte
Von 1952 bis 1961 wurden insgesamt 581 Lokomotiven gefertigt, die sich aufgrund ihrer geringen Leistung im Einsatz bei der polnischen Eisenbahn PKP nicht durchsetzen konnten. Die Dienstmasse von nur 16 Tonnen und die kompakte Bauweise ließen für die kleinste in Polen nach dem Zweiten Weltkrieg gebaute Diesellok nur wenige Einsatzbereiche zu.
Anders als im staatlichen Eisenbahnbetrieb erfreute sich die Kleinlokomotive für industrielle Gleisanschlüsse und Werksbahnen reger Nutzung. Inzwischen wurden die meisten Loks entweder verkauft oder verschrottet, da der Rückgang der lokalen Güterverladungen die Betätigungsfelder immer weiter schrumpfen lässt. Ein Teil der Lokomotiven wurde mit stärkeren Motoren nachgerüstet.
Etwa zehn Exemplare wurden museal erhalten, Ls40 4043 wird von einem polnischen Eisenbahnverein aufgearbeitet und soll wieder betriebsfähig gemacht werden.

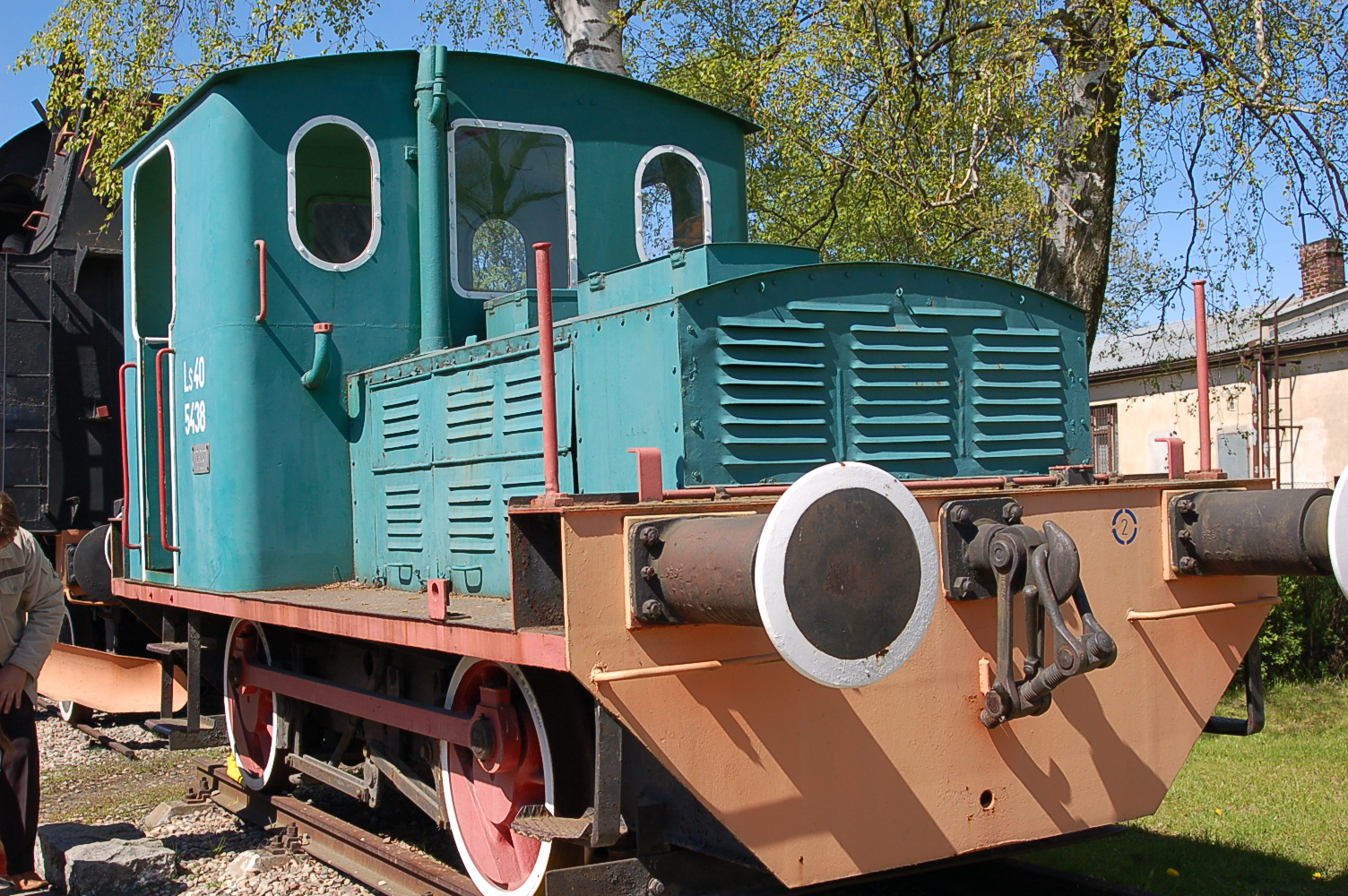
Ls40 5438